# Zamana castanea
Zamana castanea är en fjärilsart som beskrevs av Wichgraf 1922. Zamana castanea ingår i släktet Zamana och familjen tandspinnare. Inga underarter finns listade i Catalogue of Life.